# Podział administracyjny Kościoła katolickiego w Egipcie
Podział administracyjny Kościoła katolickiego w Egipcie

## Obrządek rzymskokatolicki
- wikariat apostolski Aleksandrii

## Obrządek ormiański
- eparchia Aleksandrii

## Obrządek chaldejski
- eparchia Kairu (chaldejska)

## Obrządek koptyjski
1. patriarsza eparchia aleksandryjska (Aleksandria)
2. eparchia Abu Kurkas (Abu Kurkas)
3. eparchia asjucka (Asjut)
4. eparchia Gizy (Giza)
5. eparchia ismailijska (Ismailia)
6. eparchia luksorska (Luksor)
7. eparchia Al-Minja (Al-Minja)
8. eparchia Sauhadżu (Sauhadż)

## Obrządek maronicki
- eparchia Kairu (maronicka)

## Obrządek melchicki
- stolica tytularna patriarchy w Aleksandrii – terytorium patriarsze Egiptu i Sudanu

## Obrządek syryjski
- eparchia Kairu (syrokatolicka)